# Ламбертон (Северная Каролина)
Ламбертон (англ. Lumberton) — город и административный центр (столица) округа Робсон в штате Северная Каролина в Соединённых Штатах Америки.
Согласно результатам переписи населения США, проведённой в 2020 году, число жителей города составляло 19 025 человек, что, для такого небольшого населённого пункта, существенно меньше (− 11.7%), чем было во время предыдущей переписи прошедшей в 2010 году (21 542 человек).

## История
Округ Робсон в штате Северная Каролина, был образован в 1787 году. Генерал Джон Уиллис (англ. John Willis), владелец плантации Ред-Бэнкс, лоббировал размещение новой резиденции правительства округа на его земле. Место для Ламбертона было выбрано из-за его центрального расположения в округе, близости к надежному броду через реку Ламбер и того, что это было место пересечения нескольких дорог. 
Уиллис передал более 170 акров, которые были обследованы и распределены в лотерее, проведенной под эгидой окружного суда 14 августа 1787 года. Поскольку участок был густо покрыт лесом, деревья были вырублены, чтобы освободить место для здания суда, деловых и жилых участков, улиц, общественного парка и общественной площади. Первое здание суда было деревянной резиденцией, проданной Уиллисом округу и перенесенной на это место после того, как земля была расчищена. Ламбертон был официально основан актом Генеральной ассамблеи Северной Каролины от 3 ноября 1788 года, который предоставил городу устав и право взимать налоги. Название было дано в честь реки Ламбер.
Помимо здания суда, первыми зданиями в Ламбертоне были несколько кирпичных строений, построенных у реки. Среди них были гостиница, магазины и склады, которые пополнялись товарами, привозимыми вверх по реке из Джорджтауна, штат Южная Каролина. Первая школа в общине была основана Уиллисом в 1791 году. К 1796 году в городе появилось отделение Почтовой службы США. 
В 1852 году поселение было инкорпорировано и включено в реестр штата, благодаря чему некорпоративное сообщество Ламбертон официально получило статус города («Сity of» / «Town of»).

## География
В соответствии с данными указанными на сайте центрального статистического органа страны — Бюро переписи населения США, общая площадь города составляет 40,9 км² (15,8 квадратных мили), из которых 0,2 км² (0,44%) покрыто водой, а всю остальную территорию занимает суша.

## Климат
Согласно данным представленным Национальной метеорологической службой США, в городе Ламбертоне влажный субтропический климат с жарким, влажным летом и прохладной зимой.